# Nathan L. Bachman

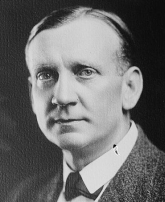
Nathan L. Bachman

Nathan Lynn Bachman (* 8. August 1878 in Chattanooga, Tennessee; † 23. April 1937 in Washington, D.C.) war ein US-amerikanischer Politiker der Demokratischen Partei.
Der aus dem östlichen Teil Tennessees stammende Bachman besuchte verschiedene Hochschulen, darunter die Southwestern Presbyterian University in Clarksville, die Central University in Richmond (Kentucky) und die Washington and Lee University in Lexington. Später kehrte er nach Tennessee an die Law School der University of Chattanooga zurück, ehe er schließlich 1903 an der University of Virginia graduierte. Im selben Jahr begann er als Jurist in Chattanooga zu arbeiten.
Von 1906 bis 1908 war Bachman Staatsanwalt der Stadt Chattanooga; von 1912 bis 1918 übte er das Amt eines Richters am Kreisgericht im Hamilton County aus. 1918 wurde er beisitzender Richter am Tennessee Supreme Court, was er bis 1924 blieb, als er sich um einen Sitz im US-Senat bewarb. Nach seiner Niederlage bei der Wahl wurde er wieder als Anwalt tätig.
Am 28. Februar 1933 zog Nathan Bachman dann aber doch noch in den Senat ein. Er war von Gouverneur Harry Hill McAlister berufen worden, die Amtszeit des zum neuen US-Außenminister berufenen Cordell Hull zu beenden. Im November 1934 wurde er in einer Nachwahl bestätigt; 1936 schließlich erhielt er das Votum für eine eigene volle Amtsperiode. Diese hatte jedoch kaum begonnen, als er am 23. April 1937 starb.
Zu Ehren von Nathan Bachman wurde ein Tunnel auf dem U.S. Highway 41, der seine Heimatstadt Chattanooga mit der Nachbarstadt East Ridge verbindet, als Bachman Tubes benannt.